# Ōtomo Sōrin

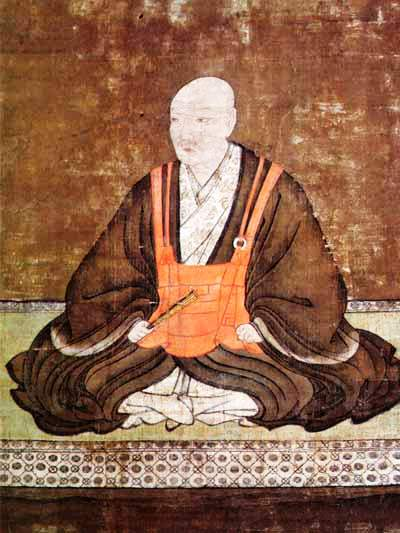
Ōtomo Sōrin.

Ōtomo Sōrin (大友 宗麟?   31 de enero de 1530 –11 de junio de 1587), también conocido como Fujiwara no Yoshishige (藤原 義鎮) u Ōtomo Yoshishige (大友 義鎮), fue un señor feudal japonés (daimyō) del clan Ōtomo, uno de los pocos que se convirtieron al Iglesia católica. Hijo mayor de Ōtomo Yoshiaki, heredó de su padre el Dominio Funai, en Kyūshū, la isla principal más meridional de Japón. Es quizás más importante por haber pedido a Toyotomi Hideyoshi que interviniera en Kyūshū contra el clan Shimazu, impulsando así la Campaña de Kyūshū de Hideyoshi en 1587.

## Primeros años

Mon del clan Ōtomo

En 1545, Sōrin se casó con Lady Nata (Jezebel), quien se convirtió en una de las personalidades más importantes contra la expansión del cristianismo en el oeste de Japón. Era hija de Nata Akimoto, el sacerdote principal del Santuario Nata Hachiman. El dominio de Sōrin incluía el puerto de Funai, que era frecuentado por sacerdotes jesuitas, bandidos, comerciantes chinos y señores del mar japoneses. Además de unificar gran parte de Kyūshū bajo su control y asegurar una ganancia significativa en el poder y prestigio de su clan, Sōrin También es muy significativo que Sōrin fuera uno de los daimyōs que se reunió personalmente con el misionero jesuita Francisco Javier en 1551, uno de los primeros europeos en Japón. Aunque más tarde se convirtió formalmente al cristianismo, es probable que Sōrin viera esto como un movimiento estratégico, políticamente, y que no estuviera motivado religiosamente hacia este puesto.[cita requerida]. Conocido como el "Rey de la provincia de Bungo" en los registros jesuitas, Sōrin envió delegaciones políticas a Goa en la década de 1550 y la embajada de Tenshō a Roma en 1582.

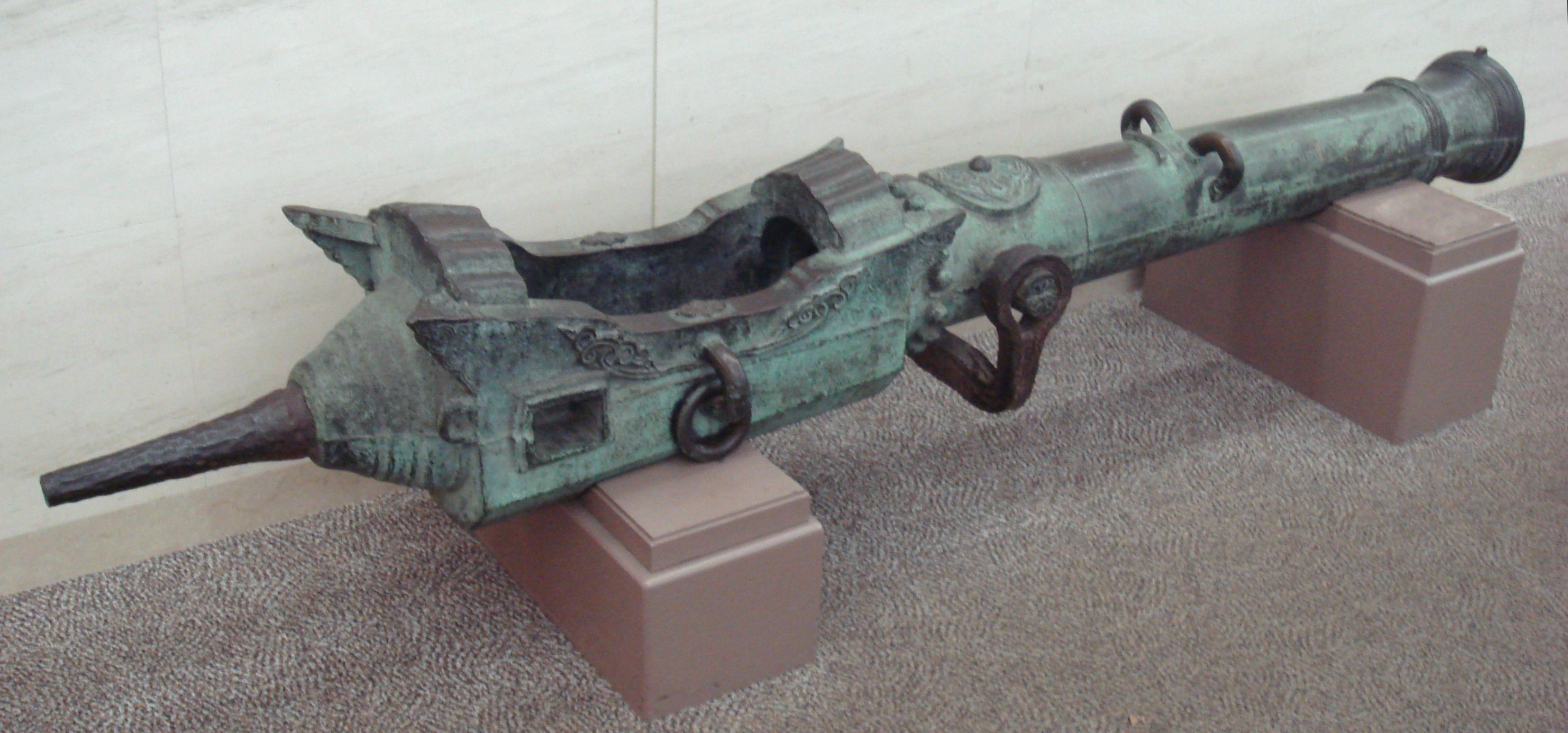
Un cañón giratorio de retrocarga japonés del, obtenido por Ōtomo Sōrin y apodado Kunikuzushi ("Destructor de provincias"). Se cree que esta arma fue fundada en la Goa portuguesa, India. Calibre: 95 mm, longitud: 2880 mm.

Además de fomentar las relaciones con los cristianos, Yoshishige libró varias batallas a lo largo de la década de 1550, tanto para ganar como para consolidar territorio. Derrotó a Kikuchi Yoshimune en 1551, y a los monjes guerreros de Usa cinco años después; en 1557 derrotó a Akizuki Kiyotane y se apoderó de la provincia de Chikuzen.
En 1562, Yoshishige adoptó el nombre de "Sanbisai Sōrin" al convertirse en monje budista, pero sigue siendo más conocido como Ōtomo Sōrin, a pesar de haberse convertido al cristianismo con el nombre de bautismo de Francisco en 1578.

## Conflicto con Mori

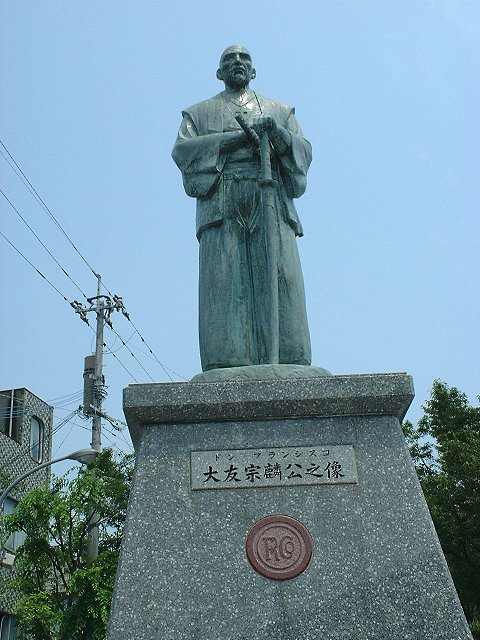
Estatua de Ōtomo Sōrin

En 1557, Ōuchi Yoshinaga (el hermano menor de Sorin) fue obligado a suicidarse por Mōri Motonari, y en 1558 Mori capturó el castillo de Moji de manos de los Ouchi.
En septiembre de 1559, Ōtomo Sōrin se volvió contra el clan Mōri y recuperó el castillo de Moji. Sin embargo, las fuerzas Mōri lideradas por Kobayakawa Takakage y Ura Munekatsu rápidamente tomaron el castillo de nuevo.
En 1561, Ōtomo Sōrin, en alianza con los portugueses, puso sitio a Moji. Ōtomo dirigió un asalto total al castillo, pero fracasó, y el castillo finalmente permaneció en posesión de Mōri.
El líder de los Mōri en ese momento, Mōri Takamoto, fue asistido por el Shōgun Ashikaga Yoshiteru, lo que llevó a un tratado de paz entre los clanes. Para asegurar la paz, Sōrin propuso que su hija se casara con el hijo de Takamoto, Mōri Terumoto. Sin embargo, no está claro si esta oferta se llevó a cabo.
En 1564, Sōrin se vio obligado a sofocar una rebelión del clan Akizuki de la provincia de Chikuzen, y luego se movilizó contra el clan Ryūzōji de la provincia de Hizen, lo que provocó la intervención de los Mōri.
En 1569, Tachibana Dosetsu, un vasallo notable de los Ōtomo, fue atacado por los Mori. Fue derrotado y perdió su castillo. Después de que Sōrin se enterara de esto, amenazó el punto de apoyo de los Mōri en la provincia de Buzen y los atacó en la batalla de Tatarahama (1569), lo que obligó a los Mōri a retirarse y le permitió recuperar el castillo de Tatarahama.
En ese momento, Sōrin controlaba la provincia de Bungo, la mayor parte de la provincia de Buzen, la provincia de Chikuzen y la provincia de Chikugo, y tenía influencia sobre la provincia de Higo, Hugo, la provincia de Hizen y la provincia de Iyo, y pronto se la conoció como la "Hueste de las Siete Provincias del Ōtomo".

## Conversión al cristianismo
En agosto de 1578, Sōrin fue bautizado como cristiano y recibió el nombre de Francisco. Sōrin, a instancias de los jesuitas, ordenó la destrucción de los templos budistas y los santuarios sintoístas en su dominio. También ordenó el desalojo forzoso de monjes budistas y sacerdotes sintoístas de sus lugares religiosos, que luego fueron reutilizados como estructuras cristianas. Obligó a sus súbditos a convertirse.

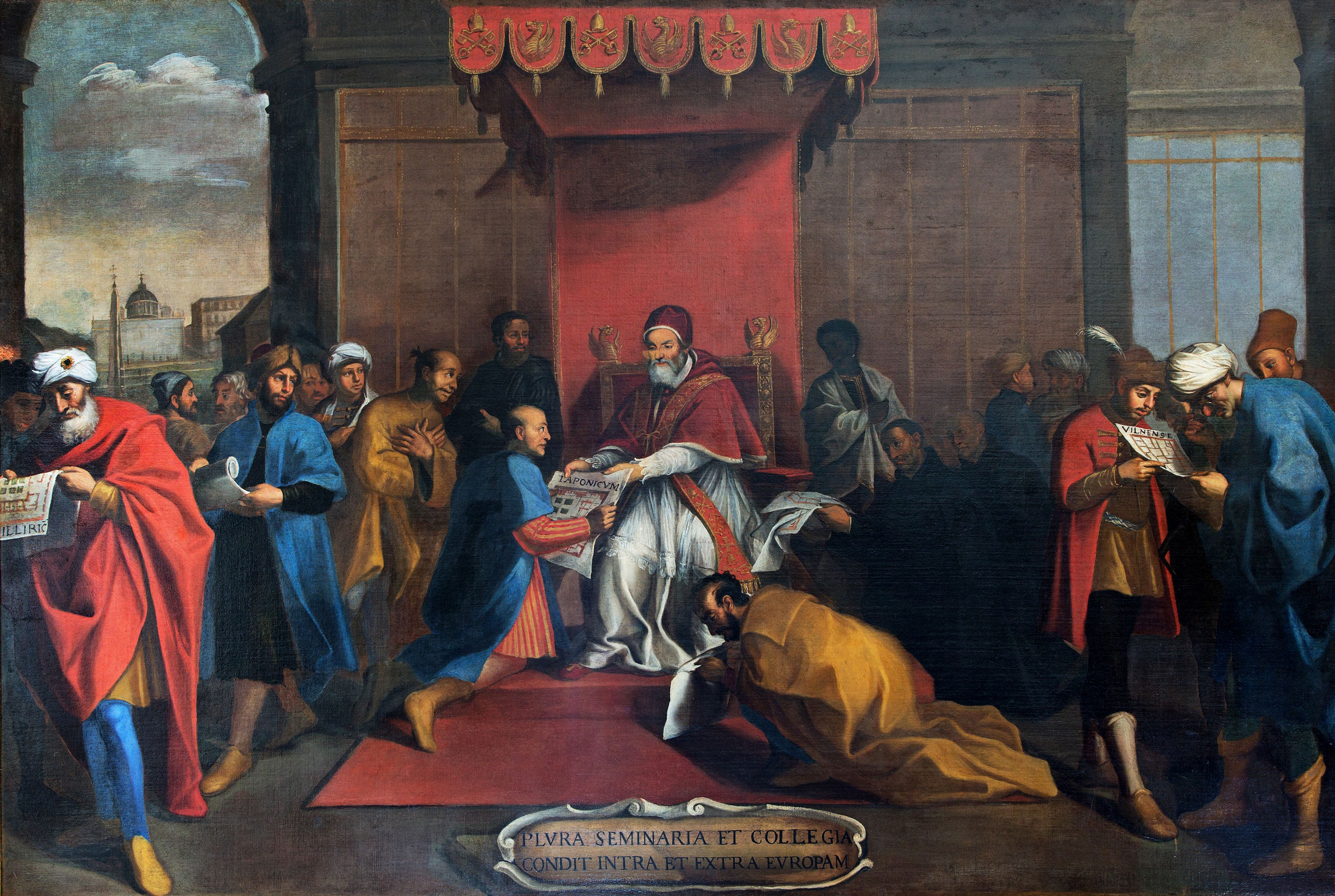
Ōtomo Sōrin envió la embajada Tenshō a Europa en 1582. Aquí, la embajada japonesa con el papa Gregorio XIII el 23 de marzo de 1585.

Poco después de su conversión, Sōrin y una fuerza de samuráis viajaron a Tsuchimochi en Hyūga con el objetivo de establecer una nueva sociedad basada en los principios cristianos europeos. Sōrin luego envió a tres capitanes a la zona y les ordenó destruir importantes templos sintoístas, que luego fueron quemados. Después de su conversión a cerca de su Después de su muerte, él y sus ejércitos atacaron otros santuarios y templos. Aunque Sōrin atacó templos y santuarios antes de su conversión al cristianismo por razones políticas o económicas, un factor adicional, un cristiano iconoclasmo, se entrelazó con los otros motivos de profanación.

## Conflicto con Shimazu
En 1578, Sōrin entró en conflicto con el clan Shimazu, la familia Shimazu, liderada por Shimazu Yoshihisa, la única familia importante de daimyō que aún controlaba partes significativas de Kyūshū. Sōrin atacó el castillo de Shimazu Takajo, pero no logró capturarlo y perdió en la Batalla de Mimigawa.
En 1585, después de la invasión de Shimazu a la Provincia de Chikuzen, Shimazu avanzó y capturó el castillo de Iwaya de manos de Otomo. Más tarde, Sōrin, junto con el daimyō del clan Ryūzōji, pidieron ayuda a Toyotomi Hideyoshi para contener a los Shimazu, que estaban empezando a extender su influencia sobre las tierras de Ōtomo y Ryūzōji. Aunque al principio no tuvieron éxito en conseguir la ayuda de Hideyoshi, finalmente los Shimazu tomaron las armas contra los Ōtomo, los Shimazu tomaron el castillo de Toshimitsu, el castillo de Funai y derrotaron a Sōrin en la batalla de Hetsugigawa en 1586.
En 1587, Hideyoshi comenzó su campaña de Kyūshū, en la que se apoderó de toda la isla, con la ayuda de los Ōtomo y otras familias que se pusieron voluntariamente a su servicio.

## Muerte

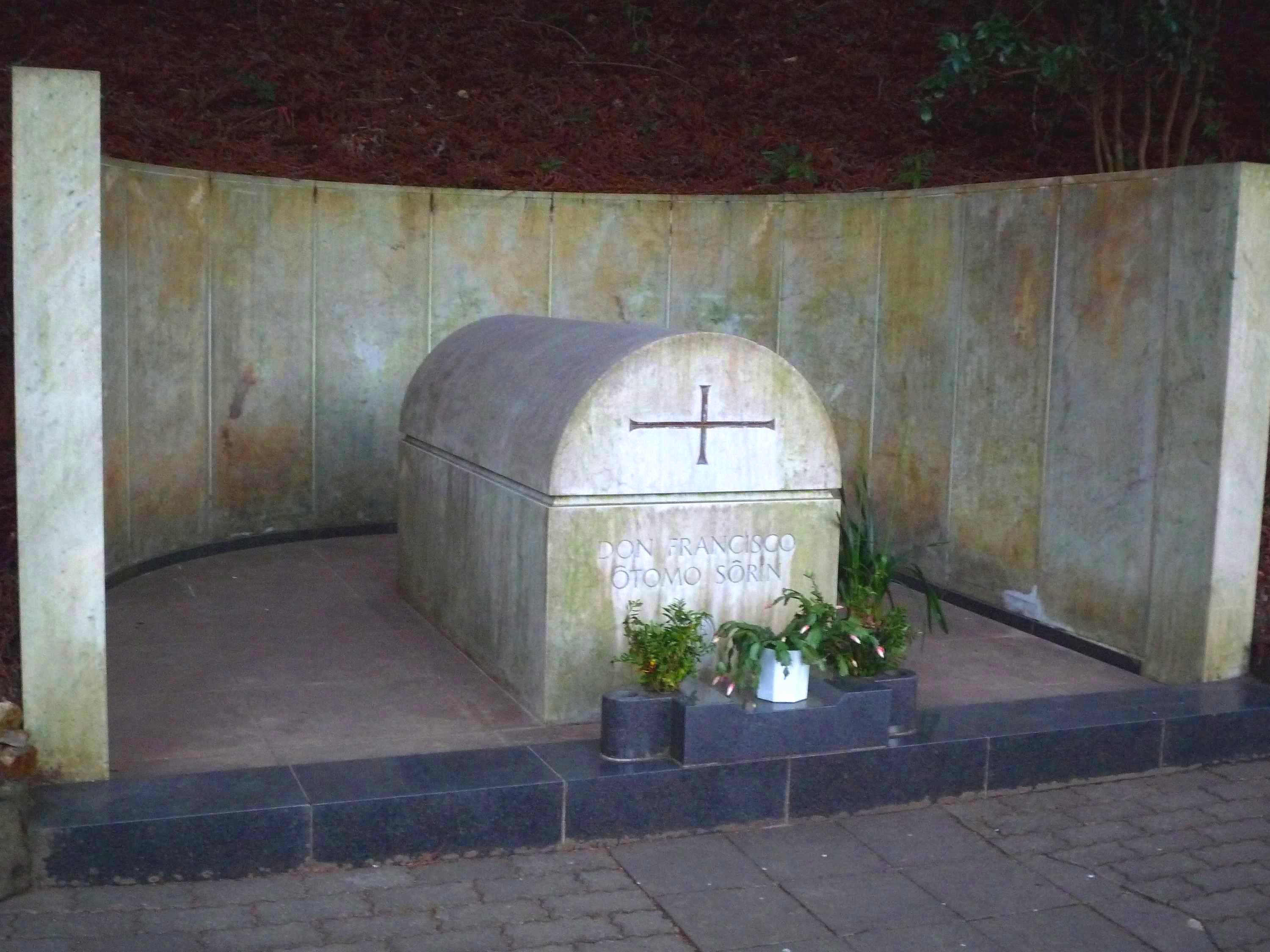
Tumba de Otomo Sorin (ciudad de Tsukumi)

En 1587, Hideyoshi abandonó Kyūshū, devolvió a los Ōtomo sus dominios, que les habían quitado los Shimazu, y concertó una paz, con las tres familias oficialmente sujetas a Hideyoshi y manteniendo los dominios, ahora oficialmente tierras Toyotomi, en fideicomiso. En junio de 1587, Ōtomo Sōrin murió antes de que se completara esta campaña, por lo que fue su hijo, Ōtomo Yoshimune, quien mantuvo las tierras ancestrales tras la derrota de los Shimazu.

## Grandes pilares de Ōtomo
- Kamachi Akimori (1520–1578), conocido como un hábil comandante en la batalla y sirvió en todas las principales campañas de Ōtomo Sorin. Murió en la Batalla de Mimigawa.
- Takahashi Shigetane (1548–1586), comenzó su servicio bajo el Ōtomo de la provincia de Bungo en la misma época inicial, con Ōtomo Sōrin como líder y cabeza. Con el tiempo, Shigetane se convirtió en el controlador respectivo del clan Takahashi.

## Retenedores notables

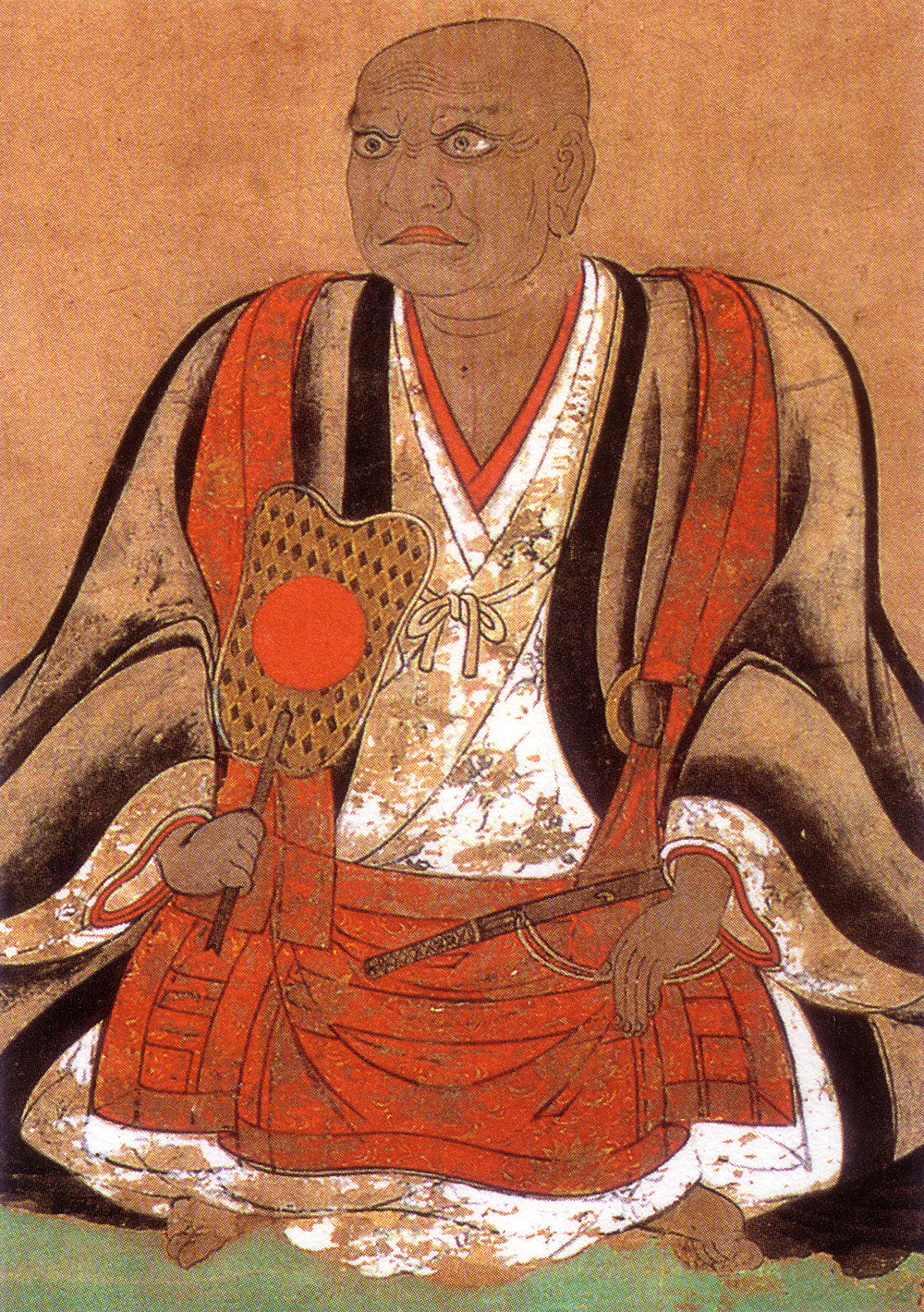
Tachibana Dōsetsu

- Tachibana Dōsetsu
- Ōtomo Chikasada
- Yoshioka Akioki
- Tawara Chikataka
- Yoshihiro Akimasa
- Usuki Akisumi
- Ichimata Akizane
- Shiga Chikamori